# Arrogacja
Arrogacja (łac. arrogatio lub adrogatio) – w starożytnym Rzymie sposób przysposobienia osoby sui iuris (swojego prawa). Skutkowała przejściem arrogowanego z całą jego rodziną agnatyczną i majątkiem pod patriam potestatem (władzę ojcowską) arrogującego.
Była związana z rodową organizacją pierwotnego społeczeństwa rzymskiego i miała na celu utrzymanie ciągłości rodziny, która nie miała kontynuatorów płci męskiej. Arrogowany dziedziczył majątek, imię rodowe (łac. nōmen gentilicium) i kult przodków arrogującego.
Zachodziła pod kontrolą państwa (w czasach republiki była potrzebna zgoda comitiae curiatae) i kapłanów; za cesarstwa decydowało wydanie reskryptu.
Innym rodzajem przysposobienia było adoptio (adopcja).